# سرکوب (ظلم فرهنگی)
سرکوب نوعی رفتار بدخواهانه یا ناعادلانه و استفاده از قدرت است، که اغلب تحت پوشش اختیارات دولتی یا نکوهش فرهنگی قرار می‌گیرد. این با گروهبندی نظامی، جامعه طبقه‌بندی شده و مجازات مرتبط است. سرکوب می‌تواند به شکل آشکار یا پنهان باشد، بستگی به نحوه عملکرد آن دارد. سرکوب به تبعیض اشاره دارد هنگامی که ناعدالتی هدف و شاید به‌طور مستقیم همه افراد جامعه را تهدید نکند، بلکه به گروه‌های خاصی از مردم هدف‌گیری شده یا تأثیر گذاری بیش از حد در آن‌ها داشته باشد.
هنوز مدل یا اصطلاحی که به‌طور کامل سرکوب را توصیف کند و در سراسر جهان مورد قبول باشد، وجود ندارد، با این حال برخی از محققان نشانه‌هایی از انواع مختلف سرکوب، مانند سرکوب اجتماعی، فرهنگی، سیاسی، مذهبی/باور، سرکوب نهادی و سرکوب اقتصادی را ذکر می‌کنند. اعلامیه جهانی حقوق بشر معیاری ارائه می‌دهد که از آن می‌توان به عنوان اساسی برای ارزیابی مدل‌های فردی و ساختاری سرکوب استفاده نمود.

## سرکوب مستبدانه
کلمه سرکوب از کلمه لاتین oppressus، گذشتهٔ مفعول opprimere می‌آید که به معنای «فشار زدن به»، «فشردن» و «خفه کردن» است. بنابراین، هنگامی که دولت‌های استبدادی از سرکوب استفاده می‌کنند تا مردم را مستبد کنند، آنها می‌خواهند شهروندان خود با احساس «فشار داده شدن» زندگی کنند و از اینکه به مقامات خشم خود را نشان دهند ترس داشته باشند چرا که به شکل استعاری «فشرده» و «خفه» می‌شوند، و به عبارتی برای مثال در زندان دولتی تاریک و مرطوب حبس شده یا اعدام فراقانونی شوند. دولت‌هایی که از سرکوب استفاده می‌کنند، با محدودیت، کنترل، ترس، بی‌امیدی و ناامیدی مردم را سرکوب می‌کنند. ابزارهای سرکوبی حاکمان مستبد شامل مجازات‌های بسیار سخت برای بیانات «غیرمیهن پرست»؛ تشکیل نیروی پلیس مخفی و وفادار؛ ممنوعیت آزادی تجمع، آزادی بیان و آزادی مطبوعات؛ کنترل سیستم پولی و اقتصاد؛ و زندانی کردن یا کشتن فعالان و رهبرانی که ممکن است تهدیدی برای قدرتشان باشند، می‌باشد.

## سرکوب اجتماعی اقتصادی، سیاسی، قانونی، فرهنگی و سازمانی
سرکوب همچنین به نوعی از کنترل و تلاش برای تسلط داشتن و محروم کردن گروه‌های خاصی از مردم در یک کشور یا جامعه اشاره می‌کند که در این حالت شامل: دختران و زنان، افرادی با پوست‌های رنگی، اقلیت‌های مذهبی، شهروندان فقیر، افراد اقلیت‌های جنسی و ال‌جی‌بی‌تی، جوانان و کودکان و بسیاری از موارد دیگر است. این سرکوب اجتماعی اقتصادی، فرهنگی، سیاسی، قانونی و سازمانی (از این به بعد به آن سرکوب اجتماعی خواهیم گفت) احتمالاً در هر کشور، فرهنگ و جامعه اتفاق می‌افتد، از جمله پیشرفته‌ترین دموکراسی‌ها مانند ایالات متحده، ژاپن، کاستاریکا، سوئد و کانادا.
یک تعریف یکپارچه برای سرکوب اجتماعی که به شکل گسترده نیز پذیرفته شده باشد، هنوز وجود ندارد. با این حال برخی ویژگی‌های مشترک وجود دارد. تیلور (سال ۲۰۱۶) سرکوب (اجتماعی) را به این شکل تعریف نموده‌است:
سرکوب شکل ناعادلانه ای است که هنگامی بروز می‌دهد که یک گروه اجتماعی زیردست یا مطیع شده در حالی که یک گروه دیگر از امتیازات برخوردار است، و سرکوب توسط مکانیسم‌های مختلفی از جمله قوانین اجتماعی، کلیشه‌ها و قواعد سازمانی حفظ می‌شود. یک ویژگی کلیدی سرکوب این است که توسط گروه‌های اجتماعی صورت می‌گیرد و بر آن‌ها تأثیر می‌گذارد. … سرکوب هنگامی رخ می‌دهد که یک گروه اجتماعی خاص به‌طور ناعادلانه زیردست می‌شود و زیرپیچیدگی محدودیت‌های اجتماعی، از جمله قوانین و مؤسسات متعصب و با کلیشه‌های ضمنی، باعث این زیردست قرار گرفتن ناعادلانه گروه مورد نظر می‌شود. در چنین مواردی، ممکن است هیچ تلاش آگاهانه ای برای زیردست کردن گروه مربوطه وجود نداشته باشد، اما گروه با این حال به وسیلهٔ این شبکه از محدودیت‌های اجتماعی به‌طور ناعادلانه پایین کشیده شده و زیردست می‌شوند. 